# شهربراز
شهربراز قائد فارسي قتل الطفل أردشير الثالث ملك فارس، ونصب نفسه ملكاً، لكنه لم يستمر سوى بضعة أشهر، حيث ثار عليه جنوده، ونصبوا مكانه بوران دخت بنت كسرى أبرويز ملكة مكانه.